# NGC 2915
NGC 2915是一個藍緻密矮星系，距離1,200萬光年，正好位於本星系群的邊緣。在光學的觀測下，它是一個核心非常巨大的螺旋星系，但在無線電觀測下，他有大量的中性氫 （页面存档备份，存于）。
這個星系非常像銀河系，中心有短棒和非常擴散的旋臂。
有著旋臂和星系盤的主要原因是依然有中性氫（相對於恆星的形成），雖然令人不解，但似乎與星系的隔離有關，因為在鄰近的區域沒有衛星星系，也沒有主要的星系，足以產生處成恆星形成的力量。